# فرناندو هيدالغو
فرناندو هيدالغو (بالإسبانية: Fernando Hidalgo)‏ (12 مايو 1985 في الإكوادور - ) هو لاعب كرة قدم كولومبي والإكوادور في مركز الوسط. شارك مع منتخب الإكوادور لكرة القدم. أما مع النوادي، فقد لعب مع برشلونة جواياكويل وسوسيداد ديبورتيفو كيتو وليغا دي كيتو.

## وصلات خارجية
- فرناندو هيدالغو على موقع قاعدة بيانات كرة القدم.إي يو (الإنجليزية)
- فرناندو هيدالغو على موقع ناشيونال فوتبول تيمز (الإنجليزية)
- فرناندو هيدالغو على موقع Soccerway.com (الإنجليزية)
- فرناندو هيدالغو على موقع AS.com (الإسبانية)